# 若松美黄
若松 美黄（わかまつ みき、1934年10月15日 - 2012年8月1日）は、日本の舞踊家、振付家、舞踊研究家。北海道小樽市出身（札幌市生まれ）。
1950年代後半から60年前半にかけて、土方巽らとともに前衛的な創作舞踊を数多く発表し、日本のコンテンポラリーダンスの草分けとなる。その後、妻の津田郁子とともに、若松美黄・津田郁子自由ダンスカンパニーを立ち上げ、作品を発表するほか、筑波大学、日本女子体育大学、東京女子体育大学などにおいて舞踊教育に携わり、日本のモダンダンスの枠組の拡大に努めた。

## 略歴
- 1934年　10月15日北海道札幌市に生まれる。生後まもなく小樽市に転居[2]。
- 1947年　小樽花園国民学校卒業
- 1950年　東山中学校卒業
- 1953年　千秋高等学校卒業、北海道大学法経学部入学
- 1955年　沙原聖子に師事『最後の一葉』で初舞台
- 1956年　津田信敏に師事
- 1957年　北海道大学卒業、第3回新人公演にて『カタロシス』発表
- 1958年　津田近代舞踊団所属
- 1959年　三島由紀夫の後援により6人のアバンギャルドにて『アガペの死臭』発表
- 1963年　菊田一夫の薦めにより東宝演劇部と専属契約。初期のミュージカル、歌舞伎、テレビでのショーなどに出演、振付
- 1967年　若松美黄・津田郁子自由ダンスカンパニー設立
- 1971年　同カンパニー公演『ふり』が文化庁芸術祭優秀賞受賞
- 1973年　文化庁在外研修員としてヨーロッパ、アメリカへ行く
- 1974年　米Riverside Ch. Theaterにて、Miki Wakamatsu Dance Performance "Five Interpretations of Love"発表
- 1976年　同カンパニー公演『村へ帰る』が文化庁芸術祭優秀賞受賞
- 1978年　筑波大学体育科学系に助教授として赴任
- 1979年　同カンパニー公演『暗黒から光へ』が文化庁芸術祭優秀賞受賞
- 1981年　同カンパニー公演『ジーキル博士とハイド氏の寓話』が文化庁芸術祭優秀賞受賞
- 1985年　筑波大学体育科学系教授
- 1987年　お茶の水女子大学教育学部にて非常勤講師
- 1992年　日本アジアダンスイベント（JADE'93）ディレクター、日本文化経済学会理事
- 1995年　環アジア世界舞踊連盟(World Dance Alliance Asia Pacific)副会長
- 1996年　東京女子体育大学非常勤講師、社団法人現代舞踊協会常務理事
- 1997年　沖縄県立沖縄芸術大学非常勤講師
- 1997年　環アジア世界舞踊連盟(World Dance Alliance Asia Pacific)会長、中央民族大学（北京）客員教授
- 1998年　筑波大学退官、日本女子体育大学に教授として赴任
- 1999年　紫綬褒章受章
- 2006年　第16回財団法人松山バレエ団顕彰教育賞受賞
- 2008年　同カンパニー公演『舞え舞へ蝸牛』が東京新聞舞踊芸術賞・江口隆也賞受賞
- 2010年　旭日小綬章受章

## 受賞歴
- 1972年（昭和47年）1月18日　昭和46年度芸術祭優秀賞「ふり」
- 1977年（昭和52年）1月24日　昭和51年度芸術祭優秀賞「村へ帰る」
- 1977年（昭和52年）3月12日　昭和51年度舞踊批評家協会賞受賞第一席「村へ帰る」
- 1980年（昭和55年）1月25日　昭和54年度芸術祭優秀賞「暗黒から光へ」
- 1981年（昭和56年）2月2日　埼玉県文化ともしび賞
- 1982年（昭和57年）1月26日　昭和56年度芸術祭優秀賞「ジキル博士とハイド氏の寓話」
- 1999年（平成11年） 紫綬褒章受章
- 2006年（平成18年）5月19日 第16回財団法人松山バレエ団顕彰教育賞
- 2008年（平成20年） 東京新聞舞踊芸術賞 「舞へ舞へ蝸牛」
- 2008年（平成20年） 江口隆哉賞 「舞へ舞へ蝸牛」
- 2010年（平成22年）4月29日 旭日小綬章受章

## 舞踊公演記録

### 若松美黄舞踊公演
- カタルシス(1967)日本青年館
- ダフニスとクロエ(1958)第一生命ホール
- 状況(1959)第一生命ホール
- 気ままな気質(1969)日比谷公会堂
- オルフェウス(1980)ガスホール
- 灼(1961)草月ホール
- 自由への祈り(1962)草月ホール
- 会いの三章(1962)文化会館小ホール
- ドンキホーテもハムレットも(1963)都市センターホール
- オフィーリアもジュリエットも (1964)朝日講堂
- 集合(1964)草月ホール
- うわばみバム(1964)小樽市ホール
- 兵士の物語(1965)芸大音楽堂
- 虚構(1966)イイノホール
- 育児のしおり＝正しい離乳(1967)NHK TV

### 若松美黄・津田郁子自由ダンス公演
- 大臣　ええじゃないか(1968.9)都市センターホール
- 回復路線(1969.10)日本青年会館
- 繁栄(1970.10)朝日生命ホール
- ふり(1971.10)朝日生命ホール
- 抒情日本(1972.10)朝日生命ホール
- 英雄ぬきの叛乱(1973.10)虎ノ門ホール
- エセーニン考(1975.11)虎ノ門ホール
- 村へ帰る(1976.11)虎ノ門ホール
- 村へ帰る（再演）(1977.6)神奈川県青少年センター
- 夜明け(1977.11)読売ホール
- 我がうちなるシルフィード(1978.11)読売ホール
- 暗黒から光へ(1979.11)読売ホール
- フランケンシュタインの寓話(1980.11)読売ホール
- ジーキル博士とハイド氏の寓話(1981.11)読売ホール
- ジーキル博士とハイド氏の寓話(再演）(1982.6)神奈川県文化センター
- 恋の至極は忍ぶ恋(1982.11)読売ホール
- 囚われの世界(1984.11）読売ホール
- 知恵の実(1985.10)読売ホール
- 希望(1986.10)読売ホール
- 夢, 奢りの後(1987.10)読売ホール
- 嘘の優しさ(1988.10)読売ホール
- パンチを演じる(1990.11)メルパルクホール
- はだかの王様(1991.11)メルパルクホール
- 無用者のおん祭り(1992.12)メルパルクホール
- 透明な形(1993.11)読売ホール
- リア王(1993.11)メルパルクホール
- ロボット(1994.11)メルパルクホール
- マクベス夫人(1995.11)メルパルクホール
- さまよえるオランダ人(1996.11)メルパルクホール
- 大地(1997.11)メルパルクホール
- 寄席(1999.1)読売ホール
- 怪物メデゥサを討て(1999.12)さいたま芸術劇場小ホール
- 犠牲にする(2001.1)さいたま芸術劇場小ホール
- センサー(2001.1)さいたま芸術劇場大ホールさいたま芸術劇場小ホール
- 軸なし日(2002.11)さいたま芸術劇場小ホール
- たま(2003.11)さいたま芸術劇場小ホール
- 無芸至芸(2004.11)さいたま芸術劇場大ホール
- 朝だダンス(2005.11)さいたま芸術劇場大ホール
- 喜劇：地獄草子(2006.11)さいたま芸術劇場大ホール
- 舞えまへ蝸牛(2007.11)さいたま芸術劇場大ホール
- 乙女の姿しばしとどめむ(2008.2)さいたま芸術劇場大ホール
- 笑いの箱(2009.8)日暮里d倉庫

## 著述文献

### 著書
- ダンス(1983.9)ぎょうせい出版
- 危機反応としてのダンス(1985.5)

朝倉書店, 松浦義行編. スポーツの科学  p.143-158
- スポーツと生理　図解体育(1983)大原出版　p.335-338
- East Meets West(1995.3)Harwood Academy Publishers

### 啓蒙書、雑誌、その他
- 自由ダンスについて(1966)

若松美黄の近作プログラム
- 自由ダンスをPRする(1967)

モダンダンス研究と評論1 :11
- 自由ダンスをPRする(1968)

モダンダンス研究と評論2:26-27
- 自由ダンスをPRする－まじめで堂々とした芸術舞踊－(1968)

モダンダンス研究と評論 3:28-29
- 自由ダンスをPRする－流れ者－(1969)

モダンダンス研究と評論 4 :24-25
- 軽薄な舞踊(1970)

モダンダンス研究と評論 7 :29-32
- あれやこれや(1974)

モダンダンス研究と評論 13:30-31
- 舞踊ノート　私の舞踊創作過程「ふり」について(1972)

女子体育14(8 ):46-53
- 動きの世界(1)「嘆き」のデザイン130のポーズからできあがった4分30秒の作品(1977)

女子体育19(10):42-44
- 世界の中のモダン・ダンス現代の状況にたって(1977)

心30(2):26-46
- 動きの世界(2)一つの動きを違った意味に(1977)

女子体育19(11):36-38
- 動きの世界(3)結果はわからない(1977)

女子体育19(12):46-49
- 動きでさぐる舞踊の歴史(10)イサドラ・ダンカンの技法(1978)

女子体育20(5):48-55
- ニューヨーク・ナウ－ヌレエフとバリシニコフ－(1979)

女子体育21(9):63-64
- 全人的なものへ　舞踊(1980)

肉体言語10:82-88
- 舞踊と身体(1980)

体育科教育28(13):40-41
- みんな一緒　バレエもモダンダンスもショーも(1982)

さいたま舞芸4 バレエのための教養講座5 :22-23
- ストレスを調整するダンス(1983)

トリムライフ50:18-22
- LET'S DANCE(1983)

トリムライフ6:20-23
- 楽しいダンスの指導(1983)

女子体育25(6):42-45
- ダンス作品の演出・振付による受賞”ジーキル博士とハイド氏の寓話”(1984)

筑波フォーラム22:121-125
- ダンスが示す時代相(1984)

PRニュース215
- 舞踊と音楽(1985)

女子体育27(7):2-6
- スポーツトレーニングを考える(1985)

クラブライフ62:1-12
- ダンス・フォアオール時代のダンス教育(1986)

体育科教育37(10):30-32
- 音楽を使ったトレーニング(1986)

トリムリーダー養成講座サブ・テキストp.89-99
- 男ダンサーの目立つ時代(1987)

音楽の世界26(7): 3-5
- 個に応じるコーチ論－ダンス－(1989)

女子体育31(6):60-63
- 生涯学習時代のダンス学習(1989)

体育科教育37(10):30-32
- 身体の芸術表現(1990)

90年代のレジャーマインドp.7-10
- バレエ、モダンダンスにおける腰(1991)

悲劇喜劇4:32-35
- 生命の創造活動としてのダンス(1992)

体育科教育45(12):36
- 感動を伝える(1994)

筑波フォーラム39:117-121
- ダンス教育のこれからの展望(1995)

体育科教育43(7):22-24
- 老いを創作する(1995)

女子体育37(10):18-21
- 何が表現運動・ダンスの指導を苦手にしているのか(1996)

学校体育49(10):10-13
- バレエのなかの女性と男性の世界(1998)

女子体育40(12):4-7
- 体育･スポーツの原点を考える－パフォーミングアーツを踏まえて－(1997)

いばらき健康･スポーツ科学15-3:74-77
- 美しく舞うコツ(1999)

体育の科学49（11):901-905
- 時の流れ(2002)

芸能実演家協議会「芸能白書」舞踊部門
- ダンス文化を支援するわけ)

女子体育44(2):4-7
- プロとアマ(2002.1)

日本女子体育大学80周年記念シンポジウム抄録
- ダンスを語るべき時(2002.1)

公明新聞
- ひと～ロゴスでなくホロスから(2003)

武州路353:38-39　（インタビュー）
- 21世紀の舞踊教育(2003)

日韓舞踊教育シンポジウム記念論文集78-86、日本女子体育大学舞踊研究会1、若松美黄・成澤幸恵　
- コンテンポラリーダンスの源(2003)

ダンスマガジン2003年8月号　若松美黄・三浦雅士対談
- こわばり社会をダンスで解く(2003)

公明新聞寄稿
- 舞踊家のTransition（引退後の生活）について(2003)

幕あいラウンジ
- 舞踊技法への反発(2003)

幕あいラウンジ
- 呪術とアニミズム(2004)

幕あいラウンジ
- 日本人舞踊専攻生と韓国舞踊専攻生の身体観比較(2004)

幕あいラウンジ
- 特集「身体を極める」(2008)

Paseoフラメンコ2008(7)
- ダンサーのための舞踊的身体論(2009)

Paseoフラメンコ2008　12ヶ月連載
- なぜ人は踊るのか～舞踊表現の根源を求めて～(2009)

Paseoフラメンコ2009(10)

### 学術論文（国際）
- The Dance Education for the Youth - in Japan(1985.6)

Asian Dance Association Korea Committee Proceedings1
- Modern Situation and the Trait of Japanese Dancers(1990.8)

The 5th Hong Kong International Dance Conference vol.2 p.306-319.
- Traits of Private Dance School in Japan(1994.8)

Ministry of Culture, Arts and Tourism: topic6 
- Problem in Creating Dance in Asia(1994.8)

Ministry of Culture, Arts and Tourism: topic4 
- Modern Society and Change of Dance(1994.9)

Korean Alliance for Recreation and Dance 
- International Reports on Dance Education(1996.4)

Impulse 1996-4 "Dance Education" p.187-189
- The Modernization of Asia dance and The Modern Korea Dance. Baku Ishii as a Starting Point(2001)

東洋演劇学会１(ソウル）
- Contemporary Dance in reflection of Social Phenomena: ‘The Korean Society of Dance.(2005)

The Trend of Modern Dance in Japan 21st Century
- A Study of Non-Fixed Routine in Repeat Performance, Appearance of Local Folk Dance after Theater Transplanting ~Looking for A new form of preservation~(2006)

10th International Dance Conference -Festival: The Harmony of Tradition and Modern Dance Ⅲ pp 41-56. Seoul Gvo Yook Mun Hwa Hoe Gwan. The Korean Dance.

### 学術論文（国内）
- ダンスと円－ダンスにおける呪術的特性－(1984.3)

筑波大学体育科学系紀要7:63-73
- ダンスにおける出の研究－舞台両袖の比較－(1984.3)

筑波大学運動学研究1:111-120
- 上手・下手の空間概念の研究－ヘシオドスと古事記・日本書紀の比較に基づく－(1985.3)

筑波大学体育科学系紀要8:115-124
- 現代ジャズダンスの研究－ダンスの新分野として－(1985.3)

筑波大学大学体育研究7:91-101
- 美的姿態の研究－新しいダンス創作のための画像分析－(1986)

筑波大学体育科学系紀要9:79-90
- ダンスにおける出と姿態の研究(1986.3)

筑波大学運動学研究3:1-10
- 文化表象としての男性像・女性像(1986.9)

筑波大学比較文化研究2:1-12
- 日本人の身体運動から見た空間概念(1987.3)

筑波大学比較文化研究4:47-67
- 日本的姿態類型の研究～画像分析による～(1990.3)

筑波大学体育科学系紀要13:11
- 現代日本は舞踊の時代か～統計による舞踊家と舞踊公演～(1993.3)

筑波大学運動学研究9:25-36
- 舞踊コンクール採点集計法の研究(1996.3)

筑波大学体育科学系紀要19:147-158
- 舞踊における身体観－分子集合としての身体－(1996)

体育原理研究27:137-140
- 東アジアにおける現代の舞踊の諸問題(1998)

筑波大学体育科学系紀要21:99-108
- 21世紀の舞踊教育(2003)

日韓舞踊教育シンポジウム記念2002年論文集:78-86
- 舞踊家調査の整合性とそのキャリア形成調査についてー舞踊専攻学生を対象とした意識調査ー(2004)

平成13～15年度科研費特別研究促進費（1）芸術文化政策立案のための統計指標の開発と体系化に関する研究成果報告書pp11-32
- 注目されるアジアの現代舞踊(2007)

文化経済学会誌4:1-8